# Mustii
Mustii, pseudonimo di Thomas Michel Mustin (Bruxelles, 21 novembre 1990), è un cantante e attore belga.
Ha rappresentato il Belgio all'Eurovision Song Contest 2024 con il brano Before the Party's Over.

## Biografia
Nato a Bruxelles, ha conseguito una laurea presso la facoltà di Teatro dell'Istituto delle Arti Televisive di Louvain-la-Neuve. Ha subito debuttato come attore nella serie televisiva franco-belga À tort ou à raison, diretta da Alain Brunard, nonché come attore teatrale interpretando Benvolio, nella trasposizione di Romeo e Giulietta diretta da Yves Beaunesne. Successivamente, ha seguito la regia della pièce Débris di Dennis Kelly, portata in scena nel novembre e dicembre del 2014 al teatro Riches-Claires di Bruxelles.
All'inizio del 2015, ha preso parte allo spettacolo L'Auberge du Cheval-Blanc, diretto da Dominique Serron, al Palais des beaux-arts de Charleroi e all'Opéra Royal de Wallonie. In seguito, ha recitato accanto a Romain Duris e Gustave Kervern in Un petit boulot, diretto da Pascal Chaumeil. Poco più tardi, ha lavorato con Fabrizio Rongione in Les Survivants, diretto da Luc Jabon. Infine, ha interpretato il ruolo di Kevin nella serie televisiva belga La Trêve, diretta da Matthieu Donck e trasmessa su RTBF nel 2016. La serie ha riscosso un grande successo in Belgio ed è stata trasmessa anche su France 2, VRT e RTS.
Nel 2014, ha firmato un contratto discografico con l'etichetta Nero Gizah Records, con cui ha pubblicato il singolo di debutto The Golden Age che ha scalato sia la classifica vallone che quella fiamminga, raggiungendo la 16ª posizione in quest'ultima. Nel 2018, ha ottenuto un contratto con Warner Music, con cui ha pubblicato il suo album di debutto 21st Century Boy, seguito poi da It's Happening Now pubblicato nel 2022. Nel dicembre 2016, ha ricevuto sei candidature ai D6bels Music Awards, i principali riconoscimenti musicali in Vallonia, vincendo il premio per la categoria "Rivelazione dell'anno".
Il 2 febbraio 2019 ha vinto il Premio Magritte come migliore promessa maschile per la sua interpretazione nella pellicola Lo scambio di principesse di Marc Dugain. Nel gennaio 2023 è stato annunciato come giurato principale del programma Drag Race Belgique. Il successivo 30 agosto, l'emittente radiotelevisiva vallone RTBF l'ha selezionato internamente come rappresentante nazionale per l'Eurovision Song Contest 2024, a Malmö. Il suo brano eurovisivo, Before the Party's Over, è stato presentato il 20 febbraio 2024. Mustii non è riuscito a centrare l'approdo alla finale, fermandosi al 13º posto nella seconda semifinale.

## Vita privata
Nel 2023, in un'intervista legata al suo ruolo di giudice di Drag Race Belgique, Mustii ha dichiarato di essere apertamente omosessuale.

## Discografia

### Album in studio
- 2018 – 21st Century Boy
- 2022 – It's Happening Now

### EP
- 2016 – The Darkest Night

### Singoli
- 2014 – The Golden Age
- 2015 – Feed Me
- 2018 – 21st Century Boy
- 2018 – What a Day
- 2018 – Blind
- 2021 – Alien
- 2022 – Skyline
- 2024 – Before the Party's Over

## Filmografia

### Cinema
- Les Survivants, regia di Luc Jabon (2016)
- Un petit boulot, regia di Pascal Chaumeil (2016)
- Raw - Una cruda verità (Grave), regia di Julia Ducournau (2016)
- Good Favour, regia di Rebecca Daly (2016)
- Lo scambio di principesse (L'Échange des princesses), regia di Marc Dugain (2017)
- Emma Peeters, regia di Nicole Palo (2018)
- Plein la vue, regia di Philippe Lyon (2018)
- Play or Die, regia di Jacques Kluger (2018)
- Premier de la classe, regia di Stéphane Ben Lahcene (2019)
- Vous n'aurez pas ma haine, regia di Kilian Riedhof (2022)
- La nuit se traîne, regia di Michiel Blanchart (2024)

### Televisione
- À tort ou à raison, serie TV, 6 episodi (La Une, 2013)
- La Trêve, serie TV, 10 episodi (La Une, 2015)
- Zone Blanche, serie TV, 16 episodi (La Une, 2017-19)
- Je voulais juste rentrer chez moi, telefilm (La Une, 2017)
- Unità 42 (Unité 42), serie TV, episodio 02x05 (La Une, 2019)
- L'Île aux trente cercueils, serie TV, 6 episodi (RTL TVI, 2021)
- Drag Race Belgique, talent show, 16 episodi (Tipik, 2023-24) - giudice

## Teatro
- Combat avec l'ombre, libretto di Henry Bauchau, regia di Frédéric Dussenne (2012)
- Romeo e Giulietta, libretto di William Shakespeare, regia di Yves Beaunesne (2013-14)
- Débris, libretto di Dennis Kelly (2014)
- Amleto, libretto di William Shakespeare (2019-20)

## Riconoscimenti
D6bels Music Awards
- 2016 – Rivelazione dell'anno
- 2016 – Candidatura al Migliore artista solista maschile
- 2016 – Candidatura al Miglior artista/gruppo di Pure FM
- 2016 – Candidatura al Miglior autore/compositore
- 2016 – Candidatura al Miglior concerto
- 2016 – Candidatura al Miglior videoclip

Premio Magritte
- 2019 – Migliore promessa maschile per Lo scambio di principesse
- 2025 – Candidatura a migliore attore non protagonista per La nuit se traîne

Prix de la critique
- 2019 – Candidatura alla Rivelazione maschile[15]